# Фергюсон, Том
Том Фергюсон (р. 20 декабря 1950, Телква, Оклахома, США) — американский родео-ковбой, который первым сумел завоевать титул чемпиона мира по родео шесть раз подряд.
Родился в Оклахоме, но в возрасте 3 лет вместе с семьёй переехал в Оклахому. Его отец владел ранчо, занимаясь разведением крупного рогатого скота, и Фергюсон с детства имел возможность тренироваться в навыках родео. Его способности были столь высоки, что уже в возрасте 11 лет он стал выступать за команду по родео Калифорнийского политехнического университета . Он вернулся в Оклахому в 1973 году, до этого несколько раз выиграв калифорнийские состязания различного уровня и став профессиональным родео-ковбоем в 1972 году.
Хотя Ларри Мэхэн стал первым человеком в истории родео, сумевшим одержать шесть побед на чемпионате мира на протяжении жизни, Том Фергюсон стал первым, кто выигрывал чемпионат мира шесть раз подряд: с 1974 по 1979 годы . Лучше всего он выступал в бычьем родео. В 1978 году он стал одним из самых высокооплачиваемых ковбоев своего времени, заработав более 100 тысяч долларов за год. Всего же за карьеру он заработал более миллиона долларов и был одним из первых родео-ковбоев, нанявших собственного менеджера. В 1974 году был введён в Зал славы родео.